# Adam Szymański (politolog)
Adam Robert Szymański – polski politolog, doktor habilitowany nauk społecznych, profesor uczelni Uniwersytetu Warszawskiego, wykładowca na Wydziale Nauk Politycznych i Studiów Międzynarodowych UW (WNPiSM UW). Badacz systemu politycznego i polityki zagranicznej Turcji oraz procesów demokratyzacji i de-demokratyzacji. 

## Kariera naukowa
W dniu 26 kwietnia 2006 r. uzyskał na ówczesnym Wydziale Dziennikarstwa i Nauk Politycznych UW stopień doktora nauk humanistycznych w zakresie nauk o polityce na podstawie pracy Kraj muzułmański w transatlantyckiej wspólnocie wartości. Analiza przypadku Turcji, której promotorem był Janusz Osuchowski. 29 kwietnia 2015 r. na tym samym wydziale uzyskał stopień doktora habilitowanego nauk społecznych w dyscyplinie nauk o polityce na podstawie dorobku naukowego i rozprawy Polityka i proces rozszerzania Unii Europejskiej, ze szczególnym uwzględnieniem współczesnego etapu i procesu przedakcesyjnego Turcji. 
Należał do kadry naukowo-dydaktycznej Instytutu Nauk Politycznych UW, zaś po reorganizacji wydziału z 2019 r. wszedł w skład zespołu Katedry Systemów Politycznych. Od roku akademickiego 2018/2019 zajmuje stanowisko kierownika studiów anglojęzycznych na kierunku nauki polityczne (Political Science) na WNPiSM UW. W latach 2012–2013 pracował na Uniwersytecie Koç w Stambule. Był również związany z Polskim Instytutem Spraw Międzynarodowych. 
Jest członkiem Polskiego Towarzystwa Nauk Politycznych, od 2015 r. stoi na czele warszawskiego oddziału tej organizacji. 